# Педро Аугусто
Педро Аугусто Боржеш да Коста (порт.-браз. Pedro Augusto Borges da Costa; род. 3 марта 1997, Уба, Минас-Жерайс), более известен как Педро Аугусто (порт.-браз. Pedro Augusto) — бразильский футболист, полузащитник клуба «Форталеза».

## Клубная карьера
Аугусто — воспитанник клуба «Сан-Паулу». 17 января 2018 года в матче Лиги Паулиста против «Сан-Бенту» он дебютировал за основной состав. В сезоне 2018/2019 игрок на правах аренды выступал за «Сан-Бенту» и «Лолетано». Летом 2019 года Аугусто перешёл в португальскую «Тонделу». 12 августа в матче против «Витории Сетубал» он дебютировал в Сангриш лиге. 26 сентября 2020 года в поединке против «Маритиму» Педро забил свой первый гол за «Тонделу».
В 2023 году Аугусто перешёл в «Форталезу». 5 августа в матче против «Гояса» он дебютировал в бразильской Серии A.